# Irrlicht
Irrlicht (AFI: [/ˈixlɪʃ/]) é um motor gráfico de alta performance para renderização em tempo real de imagens 3D de código aberto. Ele é multiplataforma, rodando atualmente em Microsoft Windows, Windows CE, Sun Solaris/SPARC, Mac OS X, Linux, Android e iOS. Ele é escrito em C++ mas possui plugins para suportar diversas linguagens de programação, como Java.
O Irrlicht é conhecido por sua velocidade e funcionalidades de motor 3D/2D, além da pequena curva de aprendizado. Outras funcionalidades que são requeridas para se desenvolver jogos devem ser fornecidas por outras bibliotecas, tais quais, motor de áudio como o Audiere ou motor de física como o Bullet. É distribuído na licença zlib/libpng que permite seu uso para software livre ou proprietário.
A equipe atual é composta por Michael Zeilfelder, Thomas Alten, e Yoran. A palavra "irrlicht" significa "fogo-fátuo" em alemão.